# Terapiassistentskole
Terapiassistentskole er en ældre afskaffet betegnelse, der dækkede over en uddannelsesinstitution for følgende terapeutiske faggrupper:
- Ergoterapeuter
- Fysioterapeuter

Terapiassistentskolerne uddannede terapiassistenter (dvs. fysioterapeuter og ergoterapeuter) i henhold til Terapiassistentloven, som var gældende indtil 1. januar 2007.
I dag betegnes terapiassistentskoler som ergoterapeutskoler og fysioterapeutskoler og har status af professionshøjskoler (University College).

## Eksterne kilder, links og henvisninger
- Bekendtgørelse af 30. august 1991 af lov om terapiassistenter (gældende indtil 1. januar 2007)
- Bekendtgørelse af 22. maj 2006 af lov om autorisation af sundhedspersoner m.m., § 58 og § 59 (gældende siden 1. januar 2007)

| Ergoterapi og fysioterapi | Spire Denne artikel om ergoterapi eller fysioterapi er en spire som bør udbygges. Du er velkommen til at hjælpe Wikipedia ved at udvide den. |